# Mosler
Mosler – amerykańskie przedsiębiorstwo branży motoryzacyjnej zajmujące się produkcją samochodów sportowych i wyścigowych. 
Przedsiębiorstwo założone zostało w 1985 roku, a jego siedziba mieści się w Riviera Beach, w stanie Floryda.